# 소띠 아저씨
《소띠 아저씨》는 한국에서 제작된 노진섭 감독의 1974년 영화이다. 허장강 등이 주연으로 출연하였고 강대진 등이 제작에 참여하였다.

## 출연

### 주연
- 허장강
- 김청자
- 김경수